# 今泉力哉
今泉 力哉（いまいずみ りきや、1981年2月1日 - ）は、日本の映画監督。福島県郡山市出身。キリスト教徒。

## 経歴
福島県立安積高等学校、名古屋市立大学芸術工学部視覚情報デザイン学科卒業。卒業制作の映画が不満足なものに終わり、一旦映画監督を諦める。シナリオを書きたいと思っていたが、普通にシナリオ学校に行ってもつまらないと考え、大阪NSCに26期生として1年間通う。同期には和牛、かまいたち、藤崎マーケット、天竺鼠などがいる。在学中は「コジカケーキ」や「子連れ」というコンビを組んでいた。NSC講師の放送作家数人から「本当は物語をやりたいんでしょ」と指摘されたことでお笑い芸人の道を選ばず、映画の道へと戻る。
上京して映画学校ニューシネマワークショップを受講。映画館アルバイトを経てENBUゼミナールの職員として、山下敦弘のワークショップアシスタントなどを経験。その傍ら、自主制作映画を作る。
『たまの映画』や青春Hシリーズ『終わってる』を監督したのち、2012年、モト冬樹生誕60周年記念作品『こっぴどい猫』を監督する。2013年、『サッドティー』が第26回東京国際映画祭日本映画スプラッシュ部門に出品される。2014年、『鬼灯さん家のアネキ』を手がける。2016年、『退屈な日々にさようならを』が第29回東京国際映画祭日本映画スプラッシュ部門に出品される。
2021年10月2日放送のTBSテレビ『キングオブコント2021』のオープニング映像の演出を担当。今泉がバラエティ番組を手掛けるのはこれが初となった。

## フィルモグラフィー

### 長編映画
- たまの映画（2010年）
- 青春H 終わってる（2011年）
- こっぴどい猫（2012年）
- サッドティー（2013年）
- 鬼灯さん家のアネキ（2014年）
- 知らない、ふたり（2016年）
- 退屈な日々にさようならを（2017年）
- パンとバスと2度目のハツコイ（2018年）
- 愛がなんだ（2019年）
- アイネクライネナハトムジーク（2019年）
- mellow（2020年）
- his（2020年）
- 街の上で（2021年）
- あの頃。（2021年）
- かそけきサンカヨウ（2021年）
- 愛なのに（2022年） - 脚本（城定秀夫と共同）
- 猫は逃げた（2022年）
- 窓辺にて（2022年）
- ちひろさん（2023年）[11]
- アンダーカレント（2023年）
- からかい上手の高木さん（2024年）

### 短編映画
- 透明なシャッター（2005年）
- 此の糸（2005年）
- そらごと（2006年）
- crisper（2007年）
- 微温（2007年）
- SON OF THE FACTORY（2008年）
- 灰とシーツ（2008年）
- Cataitsutsu（2009年）
- 最低（2009年）
- ざっぱ（2009年）
- 体温（2010年）
- 足手（2010年）
- TUESDAYGIRL（2011年）
- 堀切さん、風邪をひく（2011年）
- Mother Said. I Sing. Wife Listens.（2011年） - 311 仙台短篇映画祭制作プロジェクト『明日』の一編[12]
- Carp vs Nationals（2011年）
- くちばっか（2012年） - 『ヴァージン』の一編
- ハイタイム（2012年）
- Students & Teachers（2012年）
- nico（2012年）
- 夏風邪（2013年）
- 足手2（2016年）
- あさっぱら（2017年）
- 赤青緑（2017年）
- 冬の朝（2025年）[13]

### テレビドラマ
- エアーズロック（2012年）
- イロドリヒムラ（2012年）- 第8話脚本
- 24時間女優-待つ女- 第2回 波瑠（2013年）
- セーラーゾンビ（2014年） - 第4・5・6・8話監督
- 東京センチメンタル（2016年）
- Re:Mind（2017年） - メイキングの一部の撮影
- オー・マイ・ジャンプ! 〜少年ジャンプが地球を救う〜（2018年） - 第4・5話監督
- his〜恋するつもりなんてなかった〜（2019年）- 第1・4・5話監督
- 時効警察はじめました（2019年） - 第3・7話監督
- 有村架純の撮休（2020年）- 第2話監督、第6話脚本・監督
- 杉咲花の撮休（2023年）- 第2話監督、第3話脚本・監督
- からかい上手の高木さん（2024年） -脚本・監督

### ウェブドラマ
- 午前3時の無法地帯（2013年、beeTV）
- 松本まりかクリスマス24時間生テレビ ～24時間で恋愛ドラマは完成できるのか!?～（2021年12月24日、ABEMA）
- 1122 いいふうふ（2024年、Amazon Prime）[14]

### テレビ番組
- キングオブコント2021（2021年） - オープニング映像演出

### ミュージック・ビデオ
- トリプルファイヤー「変なおっさん」（2015年）[13]
- 乃木坂46「日常」（2018年）
- マヒトゥ・ザ・ピーポー「失敗の歴史」（2018年）
- SEKAI NO OWARI「琥珀」（2025年）

### プロモーション・ビデオ
- 乃木坂46 個人PV
  - 齋藤飛鳥「水色の花」（2014年）
  - 衛藤美彩&桜井玲香「早春の発熱」（2015年）
  - 北野日奈子&堀未央奈「かなしくない I'm not sad」（2015年）
  - 堀未央奈「ほりのこもり」（2015年）
  - 白石麻衣「白石麻衣似の多田敦子」（2016年）
  - 相楽伊織「映画館バイトの恋」（2017年）
  - 山下美月「わがまま」（2021年）

## 出演

### テレビドラマ
- アンメット ある脳外科医の日記 第7話（2024年5月27日、関西テレビ・フジテレビ） - 店員2 役[15][16]

### テレビ番組
- 情熱大陸（2024年6月2日、MBS・TBS）

### ウェブドラマ
- まだゆめをみていたい（2024年7月26日〈予定〉 - 、Hulu）[17]

## 受賞
- 2008年 - 第12回水戸短編映像祭 - グランプリ（『微温』）
- 2009年 - 第12回TAMA NEW WAVE - グランプリ（『最低』）
- 2010年 - 第2回下北沢映画祭 - 準グランプリ（『最低』）
- 2013年 - 第12回トランシルヴァニア国際映画祭（英語版） - 最優秀監督賞（『こっぴどい猫』）[18]
- 2018年 - 第10回TAMA映画賞 - 最優秀新進監督賞（『パンとバスと2度目のハツコイ』）
- 2019年 - 第41回ヨコハマ映画祭 - 監督賞（『愛がなんだ』『アイネクライネナハトムジーク』）[19]
- 2024年 - Filmarks Awards 2024 - クリエイター部門 監督ベストFan!賞（『1122 いいふうふ』）[20]